# Sväll-lav
Sväll-lav (Cladonia turgida) är en lavart som beskrevs av Hoffm.. Sväll-lav ingår i släktet Cladonia, och familjen Cladoniaceae. Arten är reproducerande i Sverige.

## Bildgalleri

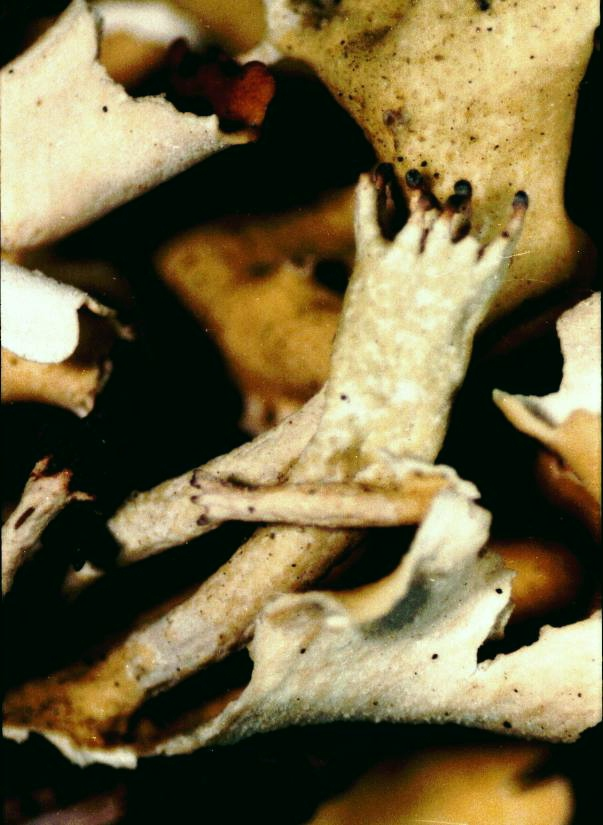
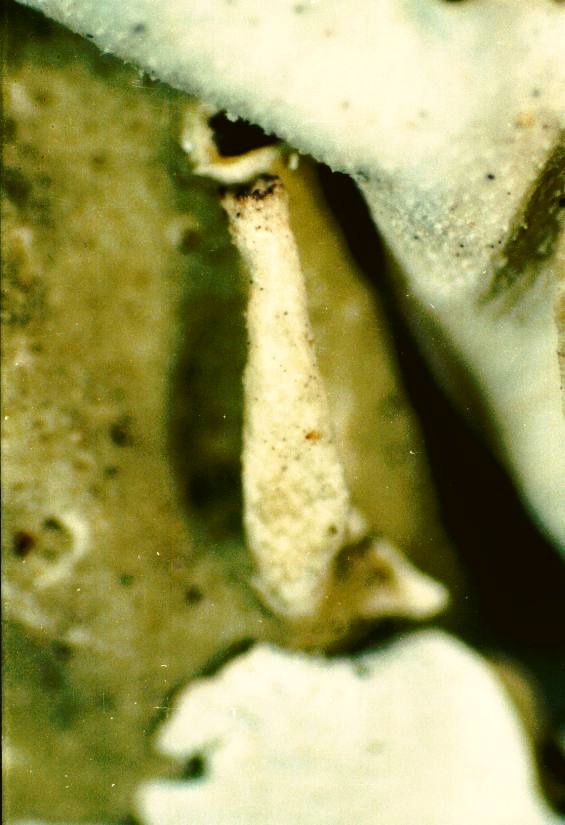
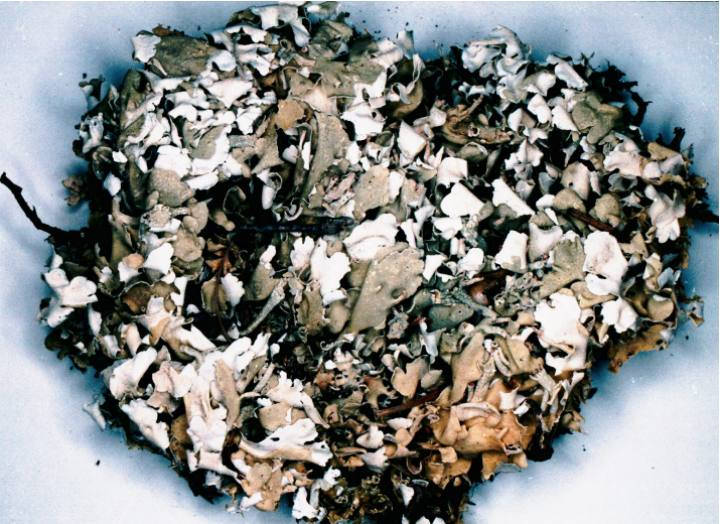